# Rambla de Ribota
La rambla de Ribota o río Ribota es un río de la península ibérica, afluente del río Jalón por la margen izquierda.
Nace de recoger el agua de los barrancos que discurren en las cercanías de Malanquilla y que confluyen al sureste de Clarés de Ribota. En su corto curso recorre los términos municipales de Villarroya de la Sierra, Cervera de la Cañada y Torralba de Ribota para desembocar en el Jalón cerca de las ruinas de Bilbilis en la localidad de Huérmeda, en el entorno de las hoces del Jalón.
Al tratarse de un río de régimen pluvial y estar en una zona de muy baja pluviometría, su aportación al caudal del río Jalón es realmente escasa.

## Enlaces de interés
- Wikimedia Commons alberga una categoría multimedia sobre Rambla de Ribota.
- Cuenca hidrográfica del Ebro
- Unión de entidades para el cumplimiento de la Directiva de Aguas en la cuenca del Ebro (CuencaAzul) Archivado el 6 de mayo de 2009 en Wayback Machine.
- Distribución territorial de la Cuenca hidrográfica del Ebro. Visto el 6 de septiembre de 2010.
- Web no oficial

- Datos: Q23993004